# Phaonia abasalis
Phaonia abasalis är en tvåvingeart som beskrevs av Johann Andreas Schnabl och Dziedzicki 1911. Phaonia abasalis ingår i släktet Phaonia och familjen husflugor. Inga underarter finns listade i Catalogue of Life.